# Molinella
Molinella is een gemeente in de Italiaanse metropolitane stad Bologna (regio Emilia-Romagna) en telt 14.700 inwoners (31-12-2004). De oppervlakte bedraagt 128,1 km², de bevolkingsdichtheid is 108 inwoners per km².
De volgende frazioni maken deel uit van de gemeente: Marmorta, S.Martino in Argine, S.Pietro Capofiume, Selva Malvezzi.

## Demografie
Molinella telt ongeveer 6202 huishoudens. Het aantal inwoners steeg in de periode 1991-2001 met 13,8% volgens cijfers uit de tienjaarlijkse volkstellingen van ISTAT.
| Jaar | Inwoneraantal |
| ---- | ------------- |
| 1991 | 12.066        |
| 2001 | 13.727        |

## Geografie
De gemeente ligt op ongeveer 8 meter boven zeeniveau.
Molinella grenst aan de volgende gemeenten: Argenta (FE), Baricella, Budrio, Medicina.